# کاستلوریزو
کاستلوریزو (به یونانی: Καστελλόριζο) یا به‌طور رسمی مِگیستی (به یونانی: Μεγίστη) یک جزیرهٔ‌ یونانی و یک محدودهٔ شهری از دودکانسا در مدیترانهٔ شرقی است. این جزیره که تقریباً حدود ۲ کیلومتر (۱ مایل) از ساحل جنوبی ترکیه فاصله دارد، در حدود ۵۷۰ کیلومتری (۳۵۴ مایل) جنوب‌شرقی آتن، ۱۲۵ کیلومتری (۷۸ مایل) شرق رودس و ۲۸۰ کیلومتری (۱۷۰ مایل) شمال‌غرب قبرس واقع شده‌است. این جزیره در استان اژهٔ جنوبی کشور یونان قرار دارد.